# Bahnhof Leuna

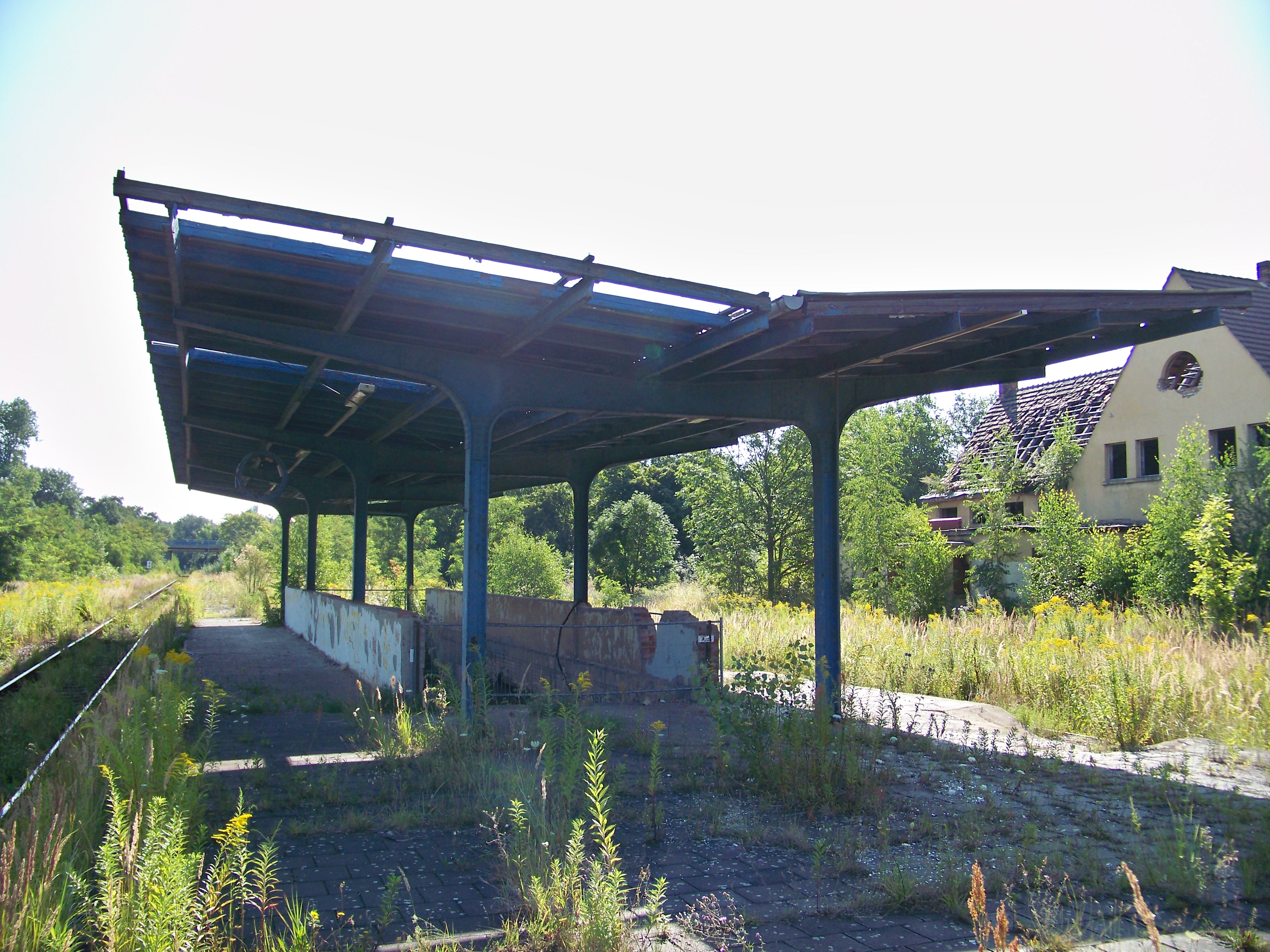
Bahnhof (rechts) und Bahnsteig 2009

Der Bahnhof Leuna war ein Bahnhof an der Bahnstrecke Merseburg–Leipzig-Leutzsch und das Empfangsgebäude ein Baudenkmal in der Stadt Leuna im Saalekreis in Sachsen-Anhalt.

## Lage
Der Bahnhof lag an der Bahnhofstraße im Norden der heutigen Stadt Leuna im Ortsteil Rössen. Das Empfangsgebäude befand sich südlich der Gleise.

## Geschichte
Da Leipzig von Merseburg aus schon in der Mitte des 19. Jahrhunderts mit der Eisenbahn über Halle (Saale) erreichbar war, seit im Jahr 1846 der Teilabschnitt Halle–Weißenfels (Thüringer Bahn) durch die Thüringische Eisenbahn-Gesellschaft eröffnet wurde, wurde lange auf den Bau einer Direktverbindung verzichtet. Zudem entstand bereits im Jahr 1856 auch eine Südverbindung derselben Eisenbahn-Gesellschaft, als die Bahnstrecke Leipzig–Großkorbetha eröffnet wurde, die eine Bahnanbindung über Großkorbetha ermöglichte. Obwohl sich Leuna in unmittelbarer Nähe zur Thüringischen Eisenbahn befand, besaß der damals kleine Ort keinen Haltepunkt, da sich die bedeutenden Leunawerke erst später entwickelten.
Erst Ende des 19. Jahrhunderts entstand der verstärkte Drang, eine Bahnstrecke Merseburg–Leipzig zu errichten. Diese wurde erst im Jahr 1915, also während des Ersten Weltkrieges, begonnen und im Jahr 1919 konnten der Personenverkehr bis nach Leuna in Betrieb genommen werden. An diesem Streckenabschnitt befand sich auch der Bahnhof Leuna, der dem gerade neu entstehenden Ort (das Stadtrecht wurde 1945 verliehen) auch einen verstärkten Pendlerverkehr nach Merseburg und Halle einbrachte, was gerade in der Frühphase des Aufbaus eine Entlastung brachte, später aber zum Streitpunkt zwischen Leuna und seinen Nachbarn wurde, da jeder die Steuerzahler gern selbst angesiedelt hätte. Etliche Wohnkomplexe in Halle entstanden in den folgenden Jahrzehnten für die Arbeiter der chemischen Industrie von Leuna und Schkopau (Buna-Werke), darunter die Großwohnsiedlung Halle-Neustadt, so dass der Bahnhof eine durchaus zentrale Rolle für die Entwicklung gleich mehrerer Städte hatte. Halle-Neustadt erhielt im Jahr 1967 eine eigene Anbindung (die spätere Bahnstrecke Merseburg–Halle-Nietleben), so dass die Arbeiter in großer Zahl nicht nur aus Halle, sondern später auch aus Halle-Neustadt nach Leuna fuhren.
Die Baugestalt des zuletzt auch Alter Bahnhof genannten Gebäudes wurde von diesem starken Passagierverkehr aber nicht wesentlich beeinflusst, da die Leunawerke später eigene Haltepunkte an der Thüringer Bahn erhielten (Leuna Werke Nord und Leuna Werke Süd), so dass Leuna nun plötzlich drei Haltepunkte besaß und an diesem Bahnhof vor allem der sächsische Verkehr stattfand. Die Baugestalt mit starken expressionistischen Elementen stammt noch aus der Erbauungszeit um das Jahr 1920 und manifestiert sich besonders in den Fensteröffnungen, die nach Aufgabe des Personenverkehrs zugemauert wurden.

## Niedergang und Abriss
Infolge des Strukturwandels nach der Wende im Jahr 1989 wurden Direktverbindungen nicht mehr bis Leipzig, sondern nur noch bis zum Bahnhof Leipzig-Leutzsch angeboten und schließlich im Mai 1998 eingestellt. Seitdem verfiel das Gebäude und sollte verkauft werden. Einige Jahre lang verkehrte hier noch der Güterverkehr. Das Gebäude stand unter Denkmalschutz und war im Denkmalverzeichnis mit der Nummer 094 20775 erfasst. Nach dem Abriss wurde der Bahnhof 2022 aus dem Denkmalverzeichnis gestrichen. Da die Haltepunkte in den Leunawerken seit Juli 2016 nur noch Betriebsangehörigen zugängig sind, besitzt Leuna heute keine öffentliche Bahnstation mehr.

## Trivia
- Die „Regionalgruppe Bad Dürrenberg“ des Arbeitskreises TT-Modellbahn zum Verein „Mitteldeutsche TT-Modulbahner“ schuf im Jahr 1996 ein Modell des Bahnhofs, welches seitdem mehrfach in Leuna (1998, 2000) sowie in Leipzig (1997, 1999) ausgestellt wurde.[11]